# Educational Broadcasting System
Korea Educational Broadcasting System (kor. 한국교육방송공사, w skrócie EBS) – nadawca publiczny z Korei Południowej.

## Stacje
- EBS1 (dawnej również KSB3 i EBS TV) – pierwszy (do 2015 jedyny) kanał telewizji naziemnej
- EBS2 – drugi kanał telewizji naziemnej
- EBS FM – radio Educational Broadcasting System
- EBS Plus 1 – Kanał skupia się w dużym stopniu na programie nauczania w szkole średniej i oferuje programowanie uzupełniające i wzmacniające edukację uczniów w szkole.
- EBS Plus 2
- EBS English – kanał nadający w języku angielskim
- EBSuHD

## Programy
- Autobusik Tayo
- Mały pingwinek Popolo
- Tickety Toc
- Miraculum: Biedronka i Czarny Kot